# Korbinian Dufter
Korbinian Dufter (* 1988 in Traunstein) ist ein deutscher Filmproduzent, Regisseur und Drehbuchautor.

## Leben
Korbinian Dufter wuchs im Chiemgau (Bayern) auf. Er studierte Dokumentarfilmregie an der Hochschule für Fernsehen und Film München. 2010 gründete Dufter noch während seines Studiums die NEUESUPER GmbH, zusammen mit Simon Amberger und Rafael Parente.
Für seinen Kurzfilm Pistenzauber, bei dem Dufter Regie führte, gewann er 2016 den Shocking Shorts Award von 13th street. 2013 wurde er für den Film Eastalgia mit dem Studio Hamburg Nachwuchspreis sowie mit dem Produzentenpreis auf dem Potsdam Sehsüchte-Festival ausgezeichnet. 2017 folgten die Nominierungen für den Deutschen Fernsehpreis sowie den Grimmepreis für die Serie Hindafing. 2018 gewann Dufter den Nachwuchsförderpreis des Bayerischer Fernsehpreis.
Dufter ist Produzent und Headautor von Neue Geschichten vom Pumuckl, der 2022 produzierten Neuauflage der Serie Meister Eder und sein Pumuckl. 2023 gewann er mit der 13-teiligen Serie den FairFilmAward von Crew-United sowie den Publikumspreis des Kinderfilmfestes im Rahmen des Filmfest München. 2024 wurde er für diese Produktion außerdem für den Grimme-Preis sowie den Deutschen Fernsehpreis nominiert.

## Filmografie (Auswahl)
- 2011: Lageänderung – Sommer eines Soldaten (Drehbuch, Regie)
- 2012: Eastalgia (Produzent)
- 2014: Pistenzauber (Drehbuch, Regie)
- 2015: Blockbustaz (Fernsehserie)
- 2016, 2019: Hindafing (Fernsehserie)
- 2017: 8 Tage (Produzent)
- 2018: 303 (Koproduzent)
- 2018: Pole Girl (Drehbuch, Regie)
- 2019: Breaking Even (Produzent)
- 2020: Katakomben (Fernsehserie, Produzent)
- 2021: Tatort „Dreams“
- 2021: Wrong – Unzensiert (Fernsehserie)
- 2021: Luden (Fernsehserie)
- 2022: Paradise
- 2022: I don’t work here (Miniserie)
- 2022: Neue Geschichten vom Pumuckl (Fernsehserie, auch Headautor)

## Auszeichnungen und Preise
- Studio Hamburg Nachwuchspreis für "Eastalgia" (2013)
- Produzentenpreis Potsdam Sehsüchte Festival (2013)
- Shocking Shorts Award von 13th street für "Pistenzauber" (2016)
- Nominierung Deutscher Fernsehpreis für "Hindafing" (2017)
- Nominierung Grimme Preis für "Hindafing" (2017)
- Nachwuchsförderpreis des Bayerischen Fernsehpreises (2018)
- FairFilmAward für "Neue Geschichten vom Pumuckl" (2023)
- Publikumspreis des Kinderfilmfestes im Rahmen des Filmfests München (2023)
- Nominierung Deutscher Fernsehpreis für "Neue Geschichten vom Pumuckl" (2024)
- Nominierung Grimme-Preis für "Neue Geschichten vom Pumuckl" (2024)
- Auszeichnung Robert-Geisendörfer-Preis für "Neue Geschichten vom Pumuckl" (2024)